# Oruza obliquaria
Oruza obliquaria là một loài bướm đêm trong họ Erebidae.